# Böblingen
Böblingen (pronunciación en alemán: /ˈbøːblɪŋən/ⓘ) es una ciudad en el estado alemán de Baden-Wurttemberg. Está localizada unos 20 kilómetros al suroeste de Stuttgart, tiene una superficie de 39,04 km² y su población era de 47 385 habitantes en 2014. En esta ciudad se encuentra la sede de la marca de coches Smart.

## Relaciones internacionales
Böblingen está hermanada con:
- Glenrothes, Fife, Escocia
- Pontoise, Francia
- Sittard-Geleen, Países Bajos
- Bergama, Turquía
- Krems an der Donau, Austria
- Alba, Italia
- Sömmerda, Turingia, Alemania